# Rhizoecus apizacos
Rhizoecus apizacos är en insektsart som beskrevs av Hambleton 1976. Rhizoecus apizacos ingår i släktet Rhizoecus och familjen ullsköldlöss. Inga underarter finns listade i Catalogue of Life.